# Lac Ladoga (Kouïndji)
Lac Ladoga (en russe : Ладожское озеро) est un tableau du peintre russe Arkhip Kouïndji (1841/1842-1910), réalisé en 1873 (selon certaines sources en 1870 ou en 1871). Le tableau fait partie des collections du Musée Russe (inventaire n° ЖБ-843). Ses dimensions sont de 79,5 × 62,5 cm,.

## Histoire et descriptif
Le tableau Lac Ladoga fait partie d'une trilogie qui comprend Sur l'île de Valaam (1873) et Le Nord (1879).
Lac Ladoga a été peint lors du voyage que Kouïndji réalise sur l'île de Valaam, qui se trouve au nord du lac Ladoga. Kouïndji est attiré par la nature pittoresque du Nord Russe, les rivages escarpés, les fourrés forestiers, la transparence de l'eau du lac. La toile montre à l'avant-plan une rive sablo-pierreuse. Les pierres sont sur le rivage, plus loin, dans le lac où elles restent visibles et brillantes du fait de la transparence de l'eau. Sur le lac, on aperçoit une barque de pêcheurs et plus loin la toile blanche d'un voilier. La ligne de l'horizon est placée assez bas si bien que les deux tiers du tableau sont occupés par les nuages.
Cet tableau est associé à une question de plagiat. En 1883 Arkhip Kouïndji accuse l'auteur de marines Roufim Soudkovski (1850-1885), d'avoir copié son tableau alors qu'il était son voisin et ami à l'époque de la création de Lac Ladoga. Kouïndji affirme que le tableau de Soudkovski intitulé Calme plat a été copié (dix ans plus tard) sur le sien appelé Lac Ladoga. Les dires de Kouïndji sont confirmés par plusieurs autres peintres (Ivan Kramskoï, Vassili Maksimov, Efim Volkov et Ilia Répine), qui écrivent une lettre au journal Novoïé Vrémia arguant que le tableau de Soudkovski était emprunté directement à celui de Kouïndji. D'autres artistes et d'autres journaux défendaient au contraire Soudkovski. Cet épisode illustre la passion qui animait toujours Kouïndji.